# Paravelleda nyassana
Paravelleda nyassana là một loài bọ cánh cứng trong họ Cerambycidae.